# Opcje menedżerskie
Opcje menedżerskie – potoczna nazwa odroczonego w czasie wynagrodzenia przyznawanego w ramach długoterminowych planów motywacyjnych (ang. Long-Term Incentive Plan) kierowanych do zarządów i ścisłego kierownictwa podmiotów gospodarczych. 

## Programy opcji menedżerskich
Wprowadzenie programu opcji menedżerskich odbywa się za zgodą walnego zgromadzenia akcjonariuszy, które w odpowiednich uchwałach ustala warunki takiego programu oraz wyłącza prawo poboru do nowej emisji akcji dla dotychczasowych akcjonariuszy  spółki.
Warunki, które muszą spełnić menedżerowie objęci programem dzielą się na trzy grupy:
- warunki rynkowe – kryteria związane ze wzrostem wartości akcji,
- warunki nierynkowe – kryteria związane z osiągnięciem wskazanych wskaźników ekonomicznych (np. zysk netto, EBITDA),
- warunek lojalnościowy – pozostawanie w statusie „zatrudniony” przez określony czas.

Spełnienie stawianych w programie warunków musi odbyć się w określonym przez WZA czasie, zazwyczaj jest to rok kalendarzowy.
Po spełnieniu warunków programu, menedżerowie otrzymują prawo do nabycia akcji spółki (zazwyczaj na preferencyjnych warunkach).
Cena po jakiej mogą realizować otrzymane prawo, może być równa cenie nominalnej, cenie równej średniej z określonych kursów zamknięcia notowań, czasami dodatkowo pomniejszonej o dyskonto. Dla spółek, które wprowadziły tego typu program przed IPO (ang. Initial Public Offering) często cena realizacji jest równa cenie emisyjnej.

## Wycena opcji menedżerskich
Zgodnie z przepisami Międzynarodowych Standardów Sprawozdawczości Finansowej, a w szczególności MSSF 2, wartość godziwa tego typu programu musi być ujmowana w księgach rachunkowych spółki przez okres nabywania uprawnień. Wycena programu odbywa się na datę przyznania (ang. Grant Date) i powinna jako minimum uwzględniać: cenę wykonania (realizacji) opcji; czas trwania (życia) opcji; bieżącą cenę akcji bazowych; oczekiwaną zmienność cen akcji; oczekiwane dywidendy z akcji oraz stopę procentową wolną od ryzyka w okresie trwania opcji. Wybierając model wyceny opcji jednostka powinna rozważyć czynniki które wzięliby pod uwagę zainteresowani i dobrze poinformowani uczestnicy rynku wybierając model wyceny np. długi okres życia, możliwość wcześniejszego wykonania, zmianę oczekiwanej zmienności oraz zmian innych danych wejściowych do modelu. Opcje na akcje mogą być wyceniane przy użyciu modelu Blacka-Scholesa, modelu dwumianowego czy metody Monte Carlo, która najlepiej oddaje zmienność czynników branych pod uwagę przy wycenie.

## Opcje menedżerskie w Polsce
W Polsce adresatami tego typu rozwiązań są najczęściej menedżerowie zatrudnieni w spółkach notowanych na Giełdzie Papierów Wartościowych w Warszawie. W ramach tego typu wynagrodzenia menedżerowie otrzymują prawo do nabycia akcji spółki lub płatność gotówkową, której wartość jest skalkulowana w odniesieniu do wartości akcji.
Głównymi adresatami programów opcji menedżerskich są zarządy. W ramach programów opcyjnych członkowie zarządów otrzymują średnio 57% puli wszystkich akcji przewidzianych w programie. Najczęściej wykorzystywanym w konstrukcji programów opcyjnych jest warunek lojalnościowy, uzupełniony o jeden, bądź dwa warunki dodatkowe. Spośród warunków pozalojalnościowych 65% stanowią te, związane z osiągnięciem określonych wskaźników finansowych, jak zysk netto, EBITDA czy EPS.
W ramach programów motywacyjnych uczestnicy otrzymują prawo do objęcia średnio 5,3% akcji spółki na dzień podjęcia uchwały o wprowadzeniu programu. Niezmiennie najczęściej wykorzystywanym nośnikiem opcji w programach motywacyjnych są warranty subskrypcyjne. Analiza wartości wewnętrznej programów wykazuje, że 80% programów jest „w pieniądzu” (ang. In-the-money) już w momencie uchwalenia. Pozostałych 20% programów jest „poza pieniądzem” (ang. Out-of-the-money), a opłacalność ich realizacji uzależniona jest od wzrostu kursu akcji do poziomu przekraczającego zakładaną cenę wykonania.